# تشاس لامبريف
تشاس لامبريف (بالإسبانية: Chus Lampreave)‏ هي ممثلة إسبانية، ولدت في 11 ديسمبر 1930 بمدريد في إسبانيا، وتوفيت في 4 أبريل 2016 في إسبانيا. من الجوائز التي نالتها جائزة مهرجان كان السينمائي لأفضل ممثلة عن عمل العودة سنة 2006 وميدالية الاستحقاق الذهبية في الفنون الجميلة (إسبانيا) سنة 2000 وجائزة جويا لأفضل ممثلة مساعدة ‏ عن عمل بيل إيبوكيه سنة 1993.

## أعمال

### أفلام
- (1992) بيل إيبوكيه[7]
- (2002) الحديث معها[8]
- (2006) العودة[9]
- (2009) عناقات مكسورة[10][11]

## جوائز
- جائزة مهرجان كان السينمائي لأفضل ممثلة، عن عمل: العودة (2006)
- ميدالية الاستحقاق الذهبية في الفنون الجميلة (إسبانيا) (2000)
- جائزة جويا لأفضل ممثلة مساعدة [الإنجليزية]‏، عن عمل: بيل إيبوكيه (1993)

## وصلات خارجية
- تشاس لامبريف على موقع IMDb (الإنجليزية)
- تشاس لامبريف على موقع ألو سيني (الفرنسية)
- تشاس لامبريف على موقع أول موفي (الإنجليزية)
- تشاس لامبريف على موقع قاعدة بيانات الأفلام السويدية (السويدية)
- تشاس لامبريف على موقع ديسكوغز (الإنجليزية)
- تشاس لامبريف على موقع قاعدة بيانات الفيلم (الإنجليزية)
- تشاس لامبريف على موقع كينوبويسك (الروسية)